# Некрасова Неллі Олександрівна
Некра́сова Не́ллі Олекса́ндрівна (рос. Некрасова Нелли Александровна) — радянський і український кіноредактор, кінознавець.

## Життєпис
Народилася 14 січня 1940 р. у м. Ленінськ-Кузнецький Новосибірської області (РРФСР) в родині службовців.
Закінчила Уральський державний університет (1962, факультет журналістики) у Свердловську, потім сценарний факультет ВДІКу (майстерня Олексія Каплера).
Працювала на Одеській кіностудії. Була членом Національної Спілки кінематографістів України.
Дружина кінооператора Вадима Авлошенка (1940, Самара, РРФСР — 2014, Москва, Росія). У 2003 році, після „розпаду“ Одеської кіностудії, з чоловіком переїхали до Москви. 
Працювала редактором на студії «Телефільм». 
Син — Авлошенко Максим Вадимович (нар. 1969), кінооператор.

## Фільмографія
Вела фільми:
- «Любі мої» (1975)
- «Тимур і його команда» (1976)
- «Де ти був, Одіссею?» (1977)
- «У мене все нормально» (1978)
- «Син чемпіона» (1978)
- «Шкіра білого ведмедя» (1979)
- «Іподром» (1979, у співавт.)
- «Очікування полковника Шалигіна» (1981)
- «Куди він дінеться!» (1981)
- «Весна надії» (1983)
- «Серед тисячі доріг» (1983)
- «Що у Сеньки було» (1984)
- «Мільйон у шлюбному кошику» (1985)
- «Подвиг Одеси» (1985)
- «В одне єдине життя» (1986)
- «Скарга» (1986)
- «Зміна долі» (1987)
- «Гу-га» (1989)
- «Астенічний синдром» (1989)
- «Гамбрінус» (1990)
- «Невстановлена особа» (1990, у співавт. з Н. Рисюковою)
- «Любов. Смертельна гра...» (1991)
- «Чутливий міліціонер» (1992)
- «Хочу вашого чоловіка» (1992) та ін.